# توم واتسون (ممثل)
توم واتسون (بالإنجليزية: Tom Watson)‏ هو ممثل بريطاني (وحمل سابقاً جنسية المملكة المتحدة لبريطانيا العظمى وأيرلندا)، ولد في 21 مارس 1920 في المملكة المتحدة، وتوفي بنفس المكان في 18 أغسطس 2001.

## وصلات خارجية
- توم واتسون على موقع IMDb (الإنجليزية)